# Солдо
 Тази статия е за монетата.  За футболиста вижте Звонимир Солдо.  
Солдо е на името на италианска средновековна сребърна монета, издадени за първи път в края на 12 век в Милано император Хенрих VI. Името произлиза римската монета солидус.
Монетата получава бързо и широко разпространение в Италия - Генуа, Болоня и в много други градове. Във Венеция, солдото се издава от управлението на Франческо Дандоло нататък, като остава в употреба и след разпускането на република през 1797 г. и по времето на Австрийската окупация, до 1862 година. През 14 век във Флоренция, едно солдо се равнява на около 1⁄20 от лирата или 12 денарии.
С времето, солдо започва да се сече в биллон, а от 18 век в мед. По време на управлението на Леополд II в Тоскана (19 век), едно солдо струва 3 катрини. Наполеоновите реформи на италианското монетосечене от началото на 19 век правят цената му 5 цента, а 20 солди са необходими, за да образуват една лира.
Терминът Солдо, използван по време на средновековието за обозначаване на плащане на войници, става източник за едно от разпространениете названия на платената или наборна войска в много езици – солдати.